# Gelosia (film 1935)
Gelosia (The Fixer-Uppers) è un cortometraggio con Stanlio e Ollio.

## Trama
Parigi. Durante il periodo natalizio, Stanlio ed Ollio vendono cartoline di Natale porta a porta. I due s'imbattono nell'infelice Madame Gustave, una donna costantemente trascurata dal marito Pierre. Stanlio propone alla donna di far ingelosire il marito, in modo che egli possa finalmente capire delle mancanze che ha verso di lei. Come Pierre rincasa dal lavoro e la moglie ne approfitta per baciare Ollio, lasciando di stucco il coniuge; Pierre s'ingelosisce ed interpreta tale azione come un vero e proprio adulterio. Dopo aver ricevuto un biglietto da visita, Ollio verrà obbligato a ripresentarsi a mezzanotte a casa dei Gustave per un duello a colpi di pistola, dove uno dei due dovrà morire; Ollio dovrà tassativamente presentarsi, altrimenti, minacciato, Pierre lo cercherà ovunque fino a scovarlo anche in capo al mondo, o all'occorrenza anche all'Inferno.
In un bar, Ollio appare in un totale stato d'angoscia per quello che dovrà in seguito affrontare, ma Stanlio convincerà l'amico a non presentarsi dai Gustave, rassicurandolo sul fatto che la minaccia di Pierre è di per sé un'assurdità, considerato inoltre che l'uomo non sa dove i due amici vivono e tanto meno possiede i loro indirizzi: quindi le possibilità d'esser ritrovati sono estremamente scarse. Ollio, inoltre, gli telefonerà avvisandolo di non essere intenzionato a perder tempo da lui; infuriato, Pierre si metterà subito alla ricerca di Ollio. Nel frattempo, nel bar sopraggiunge un ubriaco cliente di Stanlio ed Ollio, il quale si farà portare a nome dei due del whisky ed in cambio acquisterà tutte le loro cartoline di Natale. I tre passeranno il resto della serata al bar fino a che Stanlio ed Ollio si ubriacheranno addormentandosi; a mezzanotte, i due, ancora addormentati, vengono scortati da dei poliziotti all'indirizzo dei Gustave, in base al biglietto da visita che Ollio aveva ancora in tasca. Pierre, rincasato, li scopre nel letto della moglie e li invita al duello stabilito in precedenza. La moglie però svela ai due d'aver segretamente sostituito le cartucce vere con delle cartucce a salve, in modo che Ollio possa fingere di morire e scappare non appena Pierre si distrarrà. Dopo che Pierre ha descritto le regole, ha così inizio il duello. Ollio spara per primo ed in anticipo, ma Pierre, fraintendendo che l'avversario lo ha mancato, gli spara a sua volta ed Ollio cade fingendosi morto. Il lavoro finale sarà quello di far sparire il "cadavere" facendolo a pezzi e come Pierre si procura un paio di coltelli, Stanlio ed Ollio ne approfittano per darsela a gambe. Stanlio troverà riparo in un locale; una volta passato il pericolo, uscirà e si avvicinerà ad un bidone dei rifiuti dove si era nascosto Ollio, ma l'amico non è più li dentro. Il corto termina con un sospirante Ollio dentro un carretto della spazzatura che si allontana.

## Produzione
Sebbene questo cortometraggio sia ambientato a Parigi, in realtà è stato realizzato presso gli Hal Roach Studios di Culver City, California.
Il soggetto originale proviene dalla comica di Laurel & Hardy Mogli sfuggenti (1927).

## Distribuzione italiana
Il corto in Italia fu doppiato dalla coppia Zambuto-Sordi per la prima volta, con le musiche di Umberto Mancini, e fu allegato al corto Il fantasma stregato (The live ghost, 1934), per il mediometraggio Il vascello stregato / Allegri poeti. Venne allegato anche a diversi film montaggio italiani, ad esempio Stanlio e Ollio in vacanza (1964), e altri. Negli anni '60 la comica fu ridistribuita dalla RAI col doppiaggio Croccolo-Latini.